# Isao Homma
Isao Homma (本間 勲?, Homma Isao; Niigata, 19 aprile 1981) è un ex calciatore giapponese, di ruolo centrocampista.

## Palmarès

### Club

#### Competizioni nazionali
- J. League Division 2: 1

Albirex Niigata: 2003